# Unterseeboot 802
L'Unterseeboot 802 (ou U-802) est un sous-marin allemand utilisé par la Kriegsmarine pendant la Seconde Guerre mondiale.

## Historique
Après sa phase d'entraînement initial à Stettin en Pologne au sein de la 4. Unterseebootsflottille jusqu'au 31 janvier 1944, l'U-802 est affecté dans une formation de combat à la base sous-marine de Lorient dans la 2. Unterseebootsflottille. À la suite de l'avancée des forces alliées en France, il rejoint la 33. Unterseebootsflottille à Flensbourg en Allemagne le 1er décembre 1944
L'U-802 subit sa première attaque aérienne le 28 avril 1944 dans le golfe de Gascogne à l'ouest de Nantes à la position géographique de 45° 38′ N, 9° 43′ O par un bombardier britannique Vickers Wellington de l'escadrille  Sqdn 612/W qui lui lance des charges de profondeur sans succès.

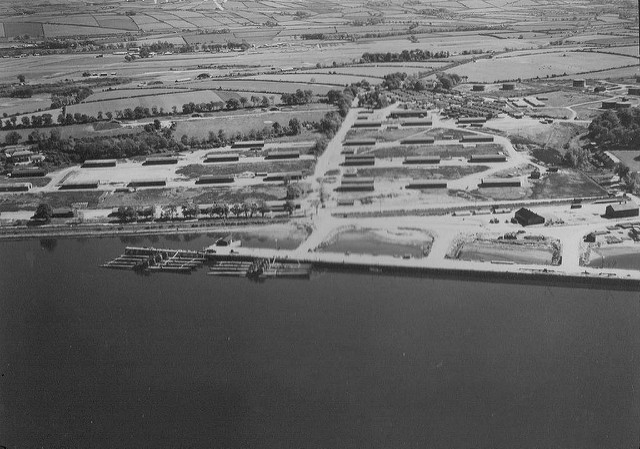
Vue des huit premiers U-Boote convoyés à Lisahally le 24 mai 1945. La photo montre des bâtiments autour de l'ancienne base navale américaine comprenant des hangars, des ateliers et des réservoirs de carburant. L'aérodrome de Maydown est visible au second plan. Les huit U-Boote sont les U-293, U-802, U-826, U-1009, U-1058, U-1105, U-1109 et U-1305.

Le 19 août 1944, en route vers le fleuve Saint-Laurent au Canada, il est repéré par le porte-avions d'escorte USS Bogue et est endommagé pendant la nuit par trois charges de profondeur lancées par l'un de ses avions.
Le 28 août 1944, alors qu'il est en surface, il est visé par un assaut aérien, sans dommage.
Le 14 septembre 1944, l'U-802 attaque un destroyer avec une torpille T-5 sans résultat, mais doit faire face à la contre-attaque de son escorte. Il s'en échappe et retourne à Bergen en Norvège le 12 novembre.
À la reddition de l'Allemagne nazie, l'U-802 se rend aux forces alliées à Loch Eriboll en Écosse le 11 mai 1945. Puis, il est transféré à Lisahally en vue de l'opération alliée de destruction massive d'U-Boote ; il coule le 31 décembre 1945 à la position géographique de 55° 30′ N, 8° 25′ O.

## Affectations successives
- 4. Unterseebootsflottille du 16 mai 1943 au 31 janvier 1944
- 2. Unterseebootsflottille du 1er février 1944 au 30 novembre 1944
- 33. Unterseebootsflottille du 1er décembre 1944 au 8 mai 1945

## Commandement
- Kapitänleutnant Rolf Steihaus du 12 juin 1943 au 12 décembre 1943
- Kapitänleutnant Helmut Schmoeckel du 13 décembre 1943 au 11 mai 1945

## Navires coulés
L'U-802 a coulé un navire de 1 621 tonneaux au cours des 4 patrouilles qu'il effectua.